# Старковка
Старко́вка (рос. Старковка) — річка у місті Іжевську та Зав'яловському районі Удмуртії, Росія, права притока Вожойки.
Довжина річки становить 7 км. Бере початок на території міста Іжевськ, в мікрорайоні Старки (звідси й назва). Протікає на південний схід, а нижня течія повертає на схід.
У верхній течії збудовано міст на трасі Іжевськ-Воткінськ. Ще декілька мостів збудовано в самому місті. Нижня течія слугує кордоном між територією міста та Зав'яловським районом. Більша частина течії протікає через промисловий район Іжевська, через що річка дуже забруднена.